# Мелиссанидис, Иоаннис
Иоаннис Мелиссанидис (греч. Ιωάννης Μελισσανίδης; род 27 марта, 1977, Мюнхен, ФРГ) — греческий гимнаст, олимпийский чемпион 1996 года и чемпион Европы 1994 года в вольных упражнениях; первый греческий гимнаст — обладатель медали чемпионата мира.

## Биография
Мелиссанидис родился в Мюнхене в греческой семье. Когда ему исполнилось 2 года, семья вернулась в Салоники, которые он считает своим родным городом. Начал заниматься гимнастикой и балетом в 9 лет. Его родители категорически не поддерживали таких устремлений сына, и, по словам Мелиссанидиса, ему пришлось объявить голодовку. Лишь после того как мальчик в течение двух суток отказывался принимать пищу, его отвели в местный гимнастический клуб «Спартакос».
На первом чемпионате Европы среди юниоров в 1991 году он занял скромное 18-е место в многоборье, но завоевал бронзовую медаль в вольных упражнениях, опередив будущих чемпионов мира Ивана Иванкова и Йордана Йовчева. Два года спустя, в 1993 году, на юниорском чемпионате Европы выиграл вольные упражнения и занял третье место в опорном прыжке.
В 1994 году Мелиссанидис стал соревноваться на взрослом уровне. Успешно начав, он стал чемпионом Европы 1994 года в вольных упражнениях, а на чемпионате мира, разделив второе место с британцем Нилом Томасом, стал первым греческим гимнастом с медалью чемпионата мира по спортивной гимнастике. 
Правда, за успешным 1994-м последовала череда провальных выступлений в 1995 и 1996 годах, однако на Олимпийских играх 1996 года в Атланте Мелиссанидис неожиданно для большинства выиграл соревнования в вольных упражнениях, набрав 9,850 очка. Его золотая медаль стала первой для Греции в гимнастике с 1896 года. После Олимпиады Мелиссанидис продолжил участвовать в соревнованиях, выиграв опорный прыжок на чемпионате Европы 1998 в Санкт-Петербурге, а также представил Грецию на Олимпийских играх 2000 года в Сиднее в опорном прыжке и упражнениях на перекладине.
После завершения спортивной карьеры стал активно принимать участие в общественных и спортивных мероприятиях. Он является сторонником «Гринписа», а в 2003 году публично поддерживал кампанию Фонда Мелины Меркури за возвращение коллекции шедевров древнегреческого искусства, известной как мраморы Элгина, в Грецию. Он был одним из факелоносцев на церемонии открытия летних Олимпийских игр 2004 года в Афинах.
С 2008 года был студентом Американской академии драматического искусства в Лос-Анджелесе. В 2017 году телеканал ANT1 выбрал его в качестве судьи танцевального проекта «Ты думаешь, ты можешь станцевать?».